# Norodom Ranariddh
Prins Norodom Ranariddh, född 2 januari 1944 i Phnom Penh, död 28 november 2021 i Paris, Frankrike, var andre son till kung Norodom Sihanouk av Kambodja (1922–2012) och prinsessan Sisowath Pongsanmoni, och halvbror till den nuvarande kungen Norodom Sihamoni. 1993–1997 var han Kambodjas premiärminister.
Efter återinförandet av demokrati och konstitutionell monarki i Kambodja i början på 1990-talet blev Norodom Ranariddh i sin egenskap av ordförande för det rojalistiska FUNCINPEC-partiet Kambodjas premiärminister. Han avlägsnades från makten genom en kupp utförd av Hun Sen, och gick i landsflykt för att senare återkomma, fortfarande som partiledare och således oppositionsledare. När fadern Norodom Sihanouk abdikerade 2004 antog många att Norodom Ranariddh skulle bli hans efterträdare, men som ledamot av det råd som skulle utse tronföljaren förordade han i stället sin yngre halvbror Norodom Sihamoni, som blev vald till kung.
Den 18 oktober 2006 röstades han bort från ordförandeposten för FUNCINPEC och startade ett nytt parti, som helt enkelt kallades Norodom Ranariddh-partiet (NRP). I mars 2007 dömdes Norodom Ranariddh för förskingring och gick i exil i Malaysia. I allmänna valet i juli 2008 fick NRP mindre än 6% av rösterna. I september 2008 utfärdade kungen en amnesti på order av premiärminister Hun Sen, och Norodom Ranariddh återvände till Kambodja i slutet av månaden. I början av oktober samma år sade han upp sig som partiledare för NRP. Han återkom senare som partiledare för FUNCINPEC. I juni 2018, i samband med valkampanjande inför valet i juli 2018, skadades han svårt i en trafikolycka där hans fru omkom.